# Milnay Louw
Milnay Louw (* 6. Oktober 1988 in Kapstadt) ist eine ehemalige südafrikanische Squashspielerin.

## Karriere
Milnay Louw begann ihre professionelle Karriere im Jahr 2007 und erreichte 14 Finals auf der PSA World Tour. Ihre höchste Platzierung in der Weltrangliste erreichte sie mit Rang 60 im März 2014. Mit der südafrikanischen Nationalmannschaft nahm sie 2008, 2010, 2012, 2014 und 2018 an der Weltmeisterschaft teil. Zudem gehörte sie zum Aufgebot bei den Doppel-Weltmeisterschaften 2017, bei denen sie in der Mixedkonkurrenz mit Christo Potgieter in der Gruppenphase ausschied.
2016, 2017 und 2019 wurde sie südafrikanische Landesmeisterin.

## Erfolge
- Südafrikanischer Meister: 3 Titel (2016, 2017, 2019)